# Krwawe specjały włoskie
Krwawe specjały włoskie – zbiór opowiadań Jacka Bocheńskiego wydany po raz pierwszy w 1982 roku nakładem wydawnictwa Czytelnik. Bocheński rozpoczął pisanie tych opowiadań podczas swojego drugiego pobytu we Włoszech w 1974 roku (we Włoszech przebywał w latach 1973-1974) i zakończył w 1976.
Opisane historie traktują o problemie terroryzmu włoskiego oraz o jego powiązaniach ideowych i politycznych. Oparte na faktach, sprawozdania historyczne przeplatane osobistymi refleksjami i dygresjami. Kluczowe kwestie, które autor porusza w tym zbiorze: pytania o sens demokracji, o odpowiedzialność człowieka przed drugim człowiekiem i społeczeństwem, oraz o problem manipulacji politycznej i ideowej.

## Zawartość zbioru
- Niewiarygodność wcielona, czyli Paul Getty (o porwaniu wnuka potentata naftowego, Paula Getty'ego)
- Mechaniczna pomarańcza (o masakrze w więzieniu w Alessandrii)
- Cios w serce i prokurator Sossi (o porwaniu prokuratora, Marco Sossi przez ruch Czerwone Brygady)

## Tłumaczenia
Jedno z opowiadań ze zbioru, Mechaniczna pomarańcza, zostało przetłumaczone na język niemiecki i ukazało się jako książka pt. Clockwork orange (LCB Editionen Literarisches Colloquium, Berlin 1983).

## Wydania
- Jacek Bocheński, Krwawe specjały włoskie, Warszawa: Czytelnik, 1982.
- Jacek Bocheński, Krwawe specjały włoskie, Warszawa: Agora S.A., 2009.